# راگلند (آلاباما)
راگلند (به انگلیسی: Ragland) شهری در شهرستان سنت کلیر ایالت آلاباما است که مساحت آن ۴۳٫۷۱ کیلومتر مربع است و در سرشماری سال ۲۰۱۰ میلادی، ۱٬۶۳۹ نفر جمعیت داشته و تراکم جمعیتی آن، ۳۷٫۵ نفر در هر کیلومتر مربع بوده است.